# Чоре (Рудбар)
Чоре (перс. چره) — село в Ірані, у дегестані Дештвейл, у бахші Рахматабад-о-Блукат, шагрестані Рудбар остану Ґілян. За даними перепису 2006 року, його населення становило 504 особи, що проживали у складі 115 сімей.

## Клімат
Середня річна температура становить 14,42°C, середня максимальна – 27,75°C, а середня мінімальна – 0,39°C. Середня річна кількість опадів – 675 мм.
| Клімат поселення                              | Клімат поселення | Клімат поселення | Клімат поселення | Клімат поселення | Клімат поселення | Клімат поселення | Клімат поселення | Клімат поселення | Клімат поселення | Клімат поселення | Клімат поселення | Клімат поселення | Клімат поселення |
| Показник                                      | Січ.             | Лют.             | Бер.             | Квіт.            | Трав.            | Черв.            | Лип.             | Серп.            | Вер.             | Жовт.            | Лист.            | Груд.            |                  |
| Середній максимум, °C                         | 12,57            | 11,62            | 12,68            | 18,37            | 21,97            | 26,06            | 27,48            | 27,75            | 24,46            | 21,03            | 17,36            | 12,74            |                  |
| Середня температура, °C                       | 6,95             | 5,99             | 7,07             | 12,75            | 16,35            | 20,44            | 22,93            | 23,18            | 19,89            | 16,47            | 12,80            | 8,18             |                  |
| Середній мінімум, °C                          | 1,35             | 0,39             | 1,46             | 7,15             | 10,74            | 14,84            | 18,36            | 18,62            | 15,32            | 11,91            | 8,23             | 3,62             |                  |
| Норма опадів, мм                              | 64               | 56               | 74               | 57               | 35               | 19               | 19               | 28               | 53               | 85               | 87               | 98               |                  |
| Середньомісячна швидкість вітру, м/с          | 2.19             | 2.57             | 2.54             | 2.56             | 2.30             | 2.44             | 2.43             | 2.21             | 2.07             | 1.89             | 2.00             | 2.15             |                  |
| Середньомісячна сонячна радіація, кДж/м²·день | 7320             | 9575             | 11700            | 16111            | 20083            | 22433            | 22685            | 19460            | 16383            | 11595            | 9002             | 7060             |                  |
| --------------------------------------------- | ---------------- | ---------------- | ---------------- | ---------------- | ---------------- | ---------------- | ---------------- | ---------------- | ---------------- | ---------------- | ---------------- | ---------------- | ---------------- |
| Джерело:                                      |                  |                  |                  |                  |                  |                  |                  |                  |                  |                  |                  |                  |                  |